# Kolouei O'Brien
Kolouei O'Brien (Fakaofo, 15 luglio 1939 – Fakaofo, 11 maggio 2015) è stato un politico neozelandese, cittadino del territorio di Tokelau e per tre volte capo del governo (Ulu-o-Tokelau) dell'arcipelago.
È stato anche Faipule (capovillaggio) di Fakaofo: la carica di Ulu o Tokelau viene infatti ricoperta a rotazione dai tre Faipule dei tre atolli di Tokelau, che a loro volta vengono eletti con mandato triennale.